# Onobrychis buhseana
Onobrychis buhseana är en ärtväxtart som beskrevs av Pierre Edmond Boissier. Onobrychis buhseana ingår i släktet esparsetter, och familjen ärtväxter. Inga underarter finns listade i Catalogue of Life.